# Setz
Setz is een gehucht in Lommersweiler, deelgemeente van de stad Sankt Vith in de Belgische provincie Luik. Het plaatsje telt ongeveer 50 inwoners.
Het gehucht ligt vijf kilometer ten noordoosten van het dorpscentrum van Lommersweiler en zes kilometer ten oosten van het stadscentrum van Sankt Vith. Setz ligt met de gehuchten Atzerath, Mackenbach en Heuem in het dal op de noordelijke oever van de Our, op een noordoostelijke uitloper van het grondgebied van Lommersweiler.

## Geschiedenis
Op de Ferrariskaart uit de jaren 1770 is hier een gehuchtje Setz weergegeven, aan de oever van de Our die hier toen de grens vormde tussen het Hertogdom Luxemburg, waarin Setz lag, en het Keurvorstendom Trier.
Op het eind van het ancien régime, toen tijdens de Franse bezetting eind 18de eeuw de gemeenten werden gecreëerd, werd het gehucht ondergebracht in de gemeente Lommersweiler. Na de Franse bezetting ging het gebied naar Pruisen.
Na de Eerste Wereldoorlog werd de plaats met de Oostkantons bij België aangehecht.
Bij de gemeentelijke fusies van 1977 kwam Setz met Lommersweiler bij de gemeente Sankt Vith.

## Bezienswaardigheden
- De Setzermühle, een watermolen.

## Verkeer en vervoer
Setz ligt aan de gewestweg N626 die Sankt Vith verbindt met de Duitse grens in Losheimergraben.

## Nabijgelegen kernen
Sankt Vith, Mackenbach, Schlierbach
Deelgemeenten: Crombach · Lommersweiler · Recht · Sankt Vith · Schönberg

Overige kernen: Alfersteg · Amelscheid · Andler · Atzerath · Breitfeld · Eiterbach · Emmels (Nieder-Emmels · Ober-Emmels) · Galhausen · Heuem · Hinderhausen · Hünningen · Mackenbach · Neidingen · Neubrück · Neundorf ·  Rödgen · Rodt · Schlierbach · Setz · Steinebrück · Wallerode · Weppeler · Wiesenbach

Belgische gemeenten · Duitstalige Gemeenschap · Arrondissement Verviers · Luik · Wallonië